# Aeroportul Hami
Aeroportul Hami (IATA: HMI, ICAO: ZWHM) este un aeroport din Hami⁠(d), Xinjiang, Republica Populară Chineză ce deservește zona Hami⁠(d). Aeroportul a fost tranzitat în 2022 de 123.297 de pasageri.
Situat la o altitudine de 824 m, aeroportul dispune de o singură pistă.